# Formato C-acetiltransferasi
La formato C-acetiltransferasi è un enzima appartenente alla classe delle transferasi, che catalizza la seguente reazione:
acetil-CoA + formato ⇄ CoA + piruvato